# Die schönste Frau der Welt
Die schönste Frau der Welt er en tysk stumfilm fra 1924 instrueret af Richard Eichberg.

## Medvirkende
- Lee Parry
- Livio Pavanelli
- Olaf Fjord
- Inge Colette
- Mary Parker
- Georg Alexander
- Henry Bender
- Richard Eichberg